# Obradoiro CAB
Obradoiro Clube de Amigos do Baloncesto – hiszpański zawodowy klub koszykarski z siedzibą w Santiago de Compostela w Galicji.

## Historia nazw
- Feiraco Obradoiro: lata 70 i 80
- Óptica Val Obradoiro: do 2009
- Xacobeo Blu:sens: 2009–2010
- Blu:sens Monbús: 2010–2013
- Río Natura Monbús: 2013–2014
- Río Natura Monbús Obradoiro: od 2014